# Phrurolithus pygmaeus
Espèce
Phrurolithus pygmaeus est une espèce d'araignées aranéomorphes de la famille des Phrurolithidae.

## Distribution
Cette espèce se rencontre en Ukraine et en Russie.

## Description
Le mâle holotype mesure 2 mm.

## Publication originale
- Thorell, 1875 : Verzeichniss südrussischer Spinnen. Horae Societatis Entomologicae Rossicae, vol. 11, p. 39-122 (texte intégral).